# Čebovce
Čebovce (ungarisch Csáb) ist eine Gemeinde im Okres Veľký Krtíš am Rand der Krupinská planina (wörtlich: „Karpfener Plateau“) im Süden der Slowakei.
Die Bevölkerung besteht überwiegend aus Ungarn und lebt von Landwirtschaft und Weinbau.
Der Ort wurde 1272 als Posessio Chab zum ersten Mal urkundlich erwähnt, der bekannteste Sohn des Ortes ist der ungarische Schriftsteller Fábián János Szeder, der 1784 hier geboren wurde.
Bis 1918 gehörte die Gemeinde zum Königreich Ungarn und kam dann zur neu entstandenen Tschechoslowakei. Durch den Ersten Wiener Schiedsspruch kam sie von 1938 bis 1945 kurzzeitig wieder zu Ungarn.

## Bevölkerung
| Jahr:                | 1994. | 2004.   | 2014.   | 2024.   |
| -------------------- | ----- | ------- | ------- | ------- |
| Anzahl der Personen: | 1079  | 1029    | 1072    | 1009    |
| Unterschied:         |       | -4,63 % | +4,17 % | -5,87 % |

| Jahr:                | 2023. | 2024.   |
| -------------------- | ----- | ------- |
| Anzahl der Personen: | 1013  | 1009    |
| Unterschied:         |       | -0,39 % |

## Regelmäßige Veranstaltung
Jedes Jahr an einem Sonntag im Juni findet der Falunap (Dorftag) statt, ein Fest mit Unterhaltungsprogramm, auf dem slowakische und ungarische Folkloregruppen auftreten.

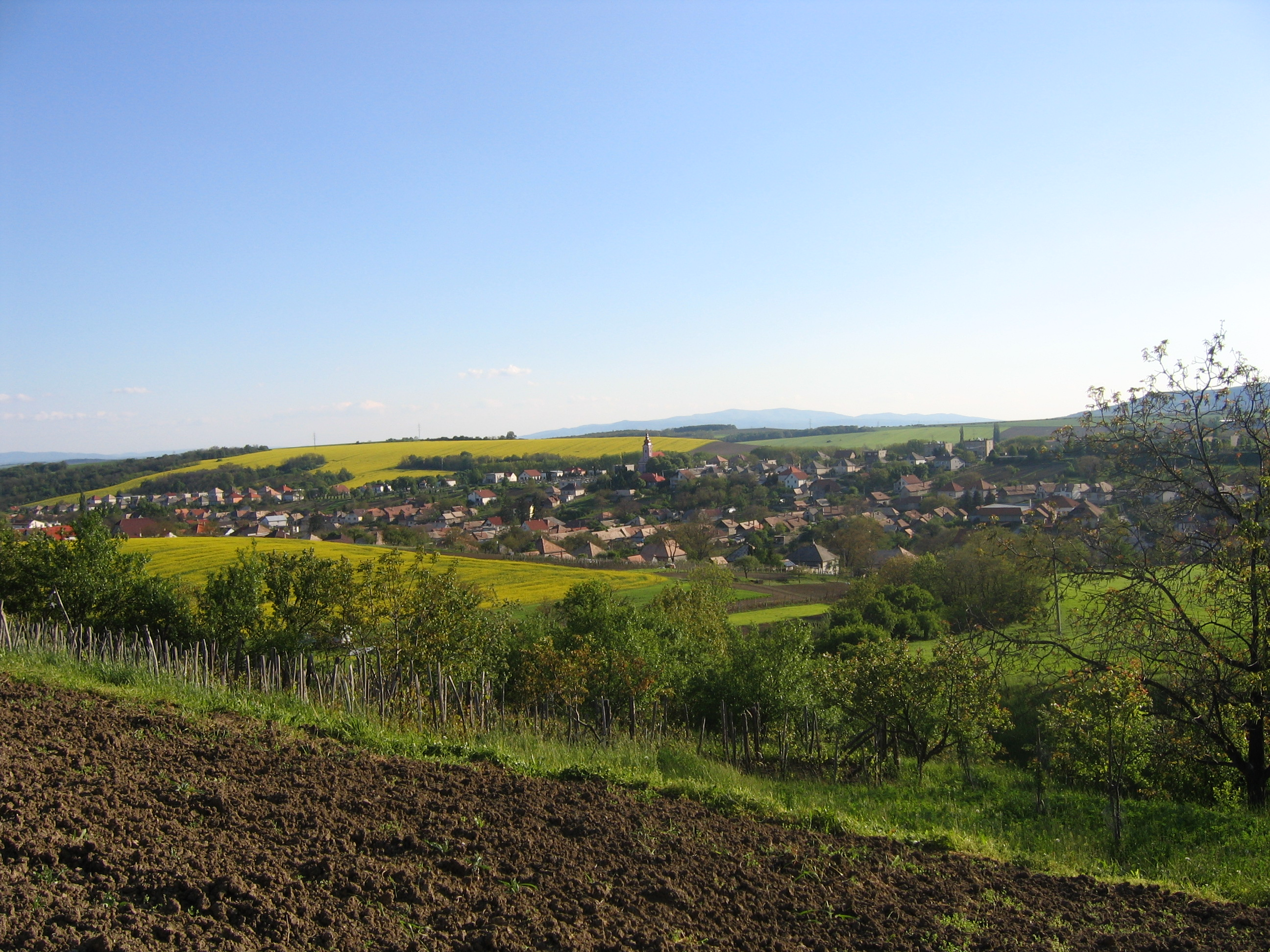
Blick auf den Ort
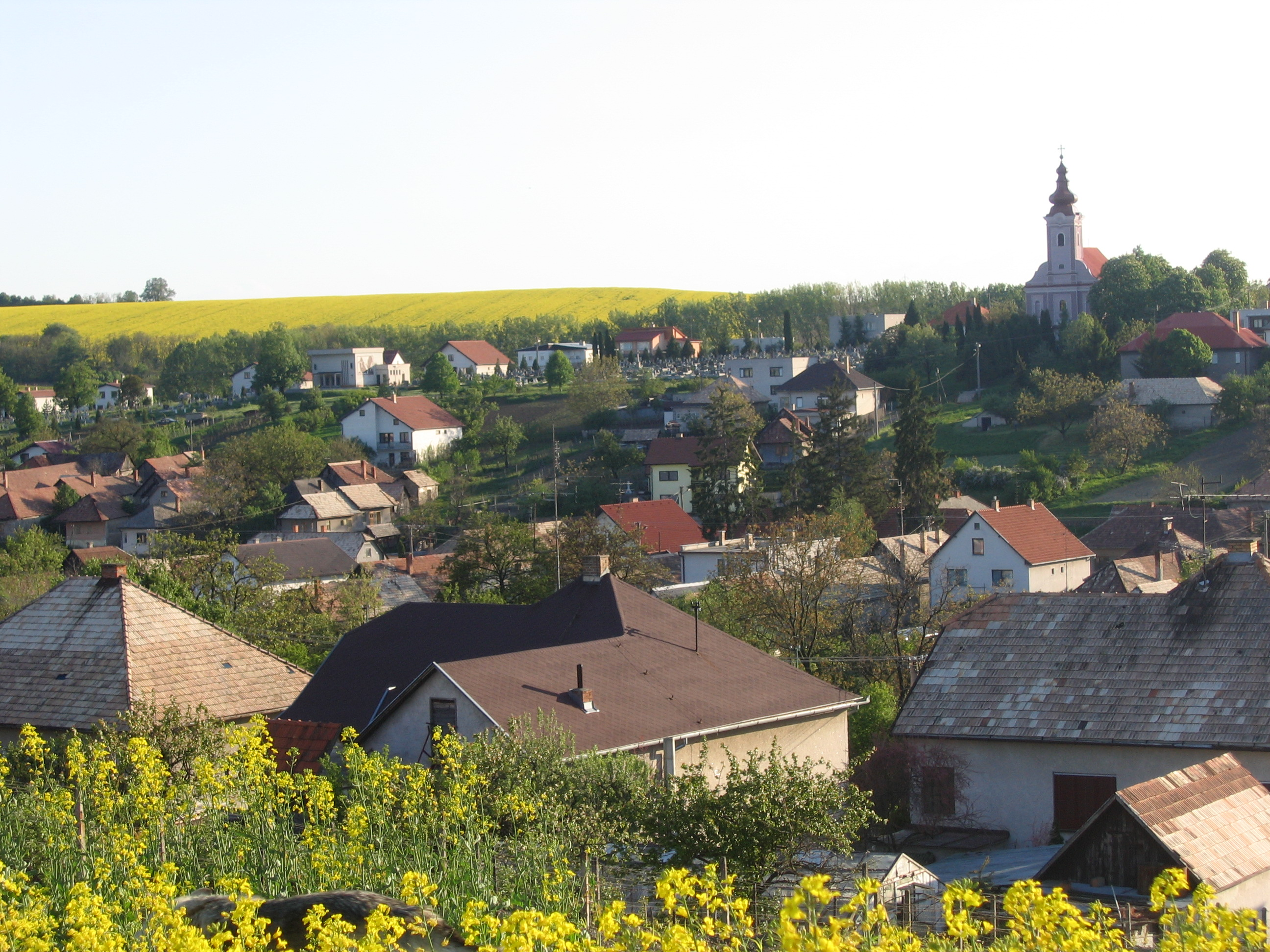
Ortsansicht mit Kirche
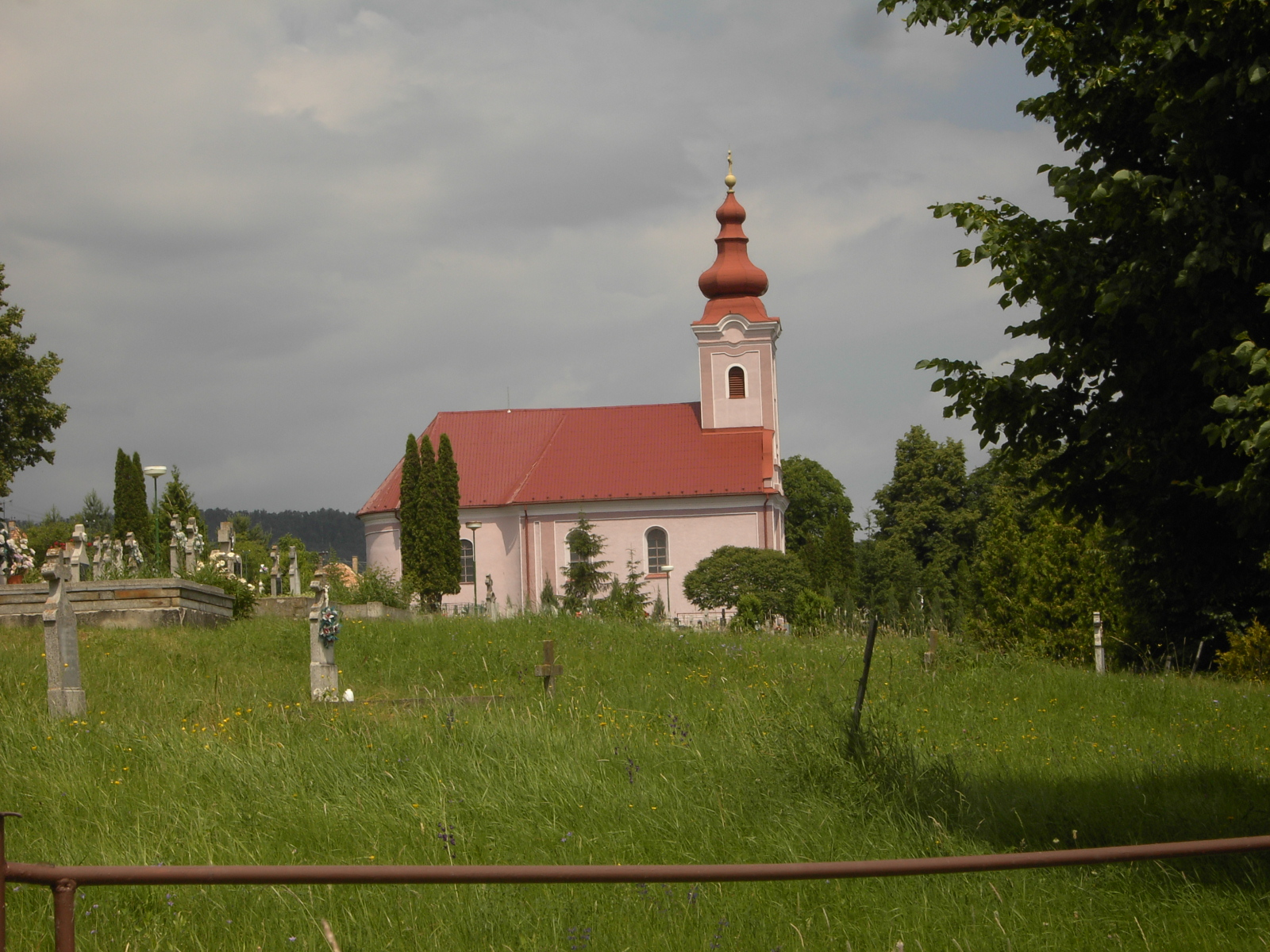
Die 1768 im spätbarocken Baustil gebaute Kirche von Čebovce
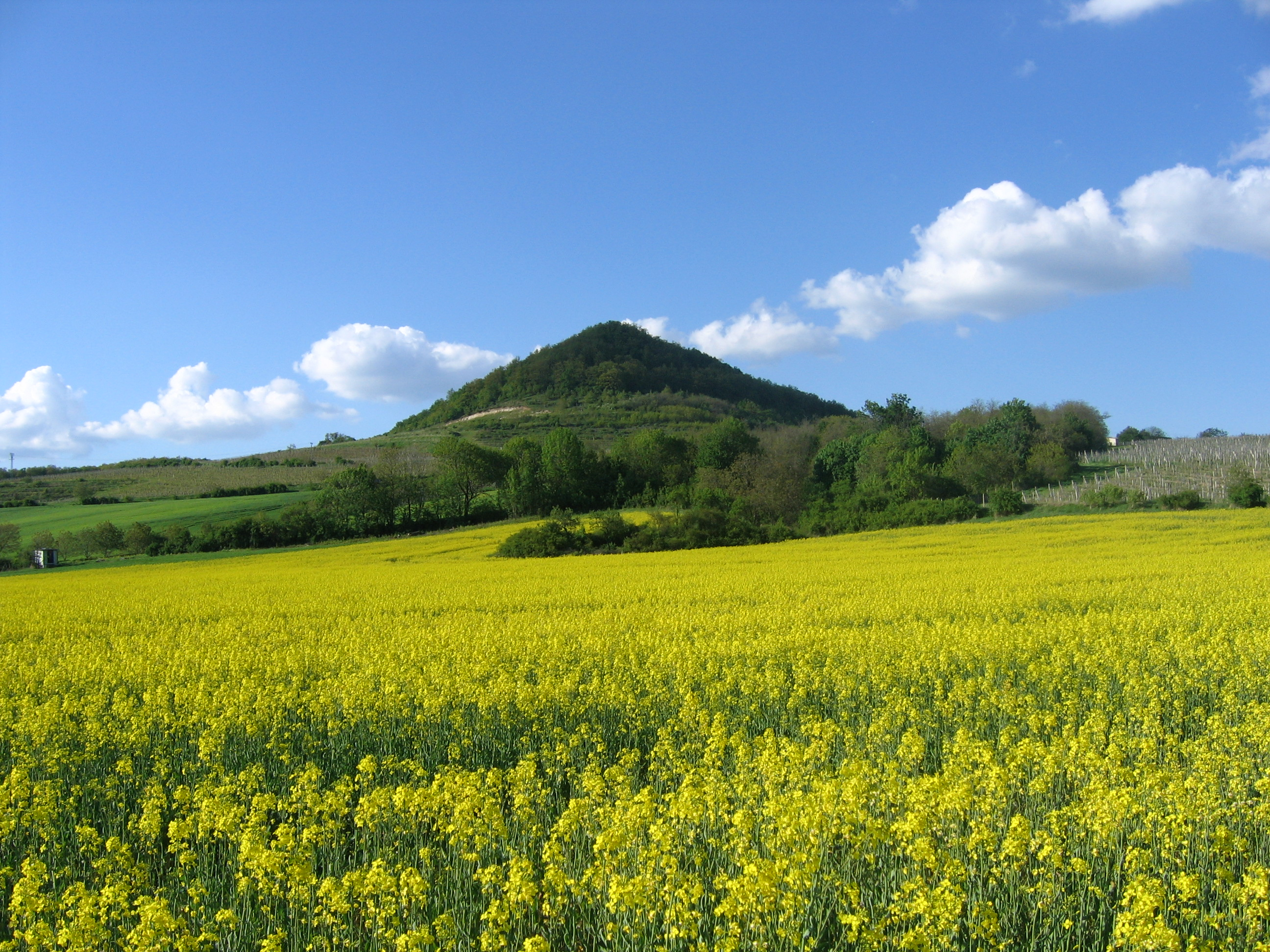
Die Umgebung wird von Hügeln und kleinen Bergen wie dem Kőhegy (Deutsch: Steinberg) geprägt
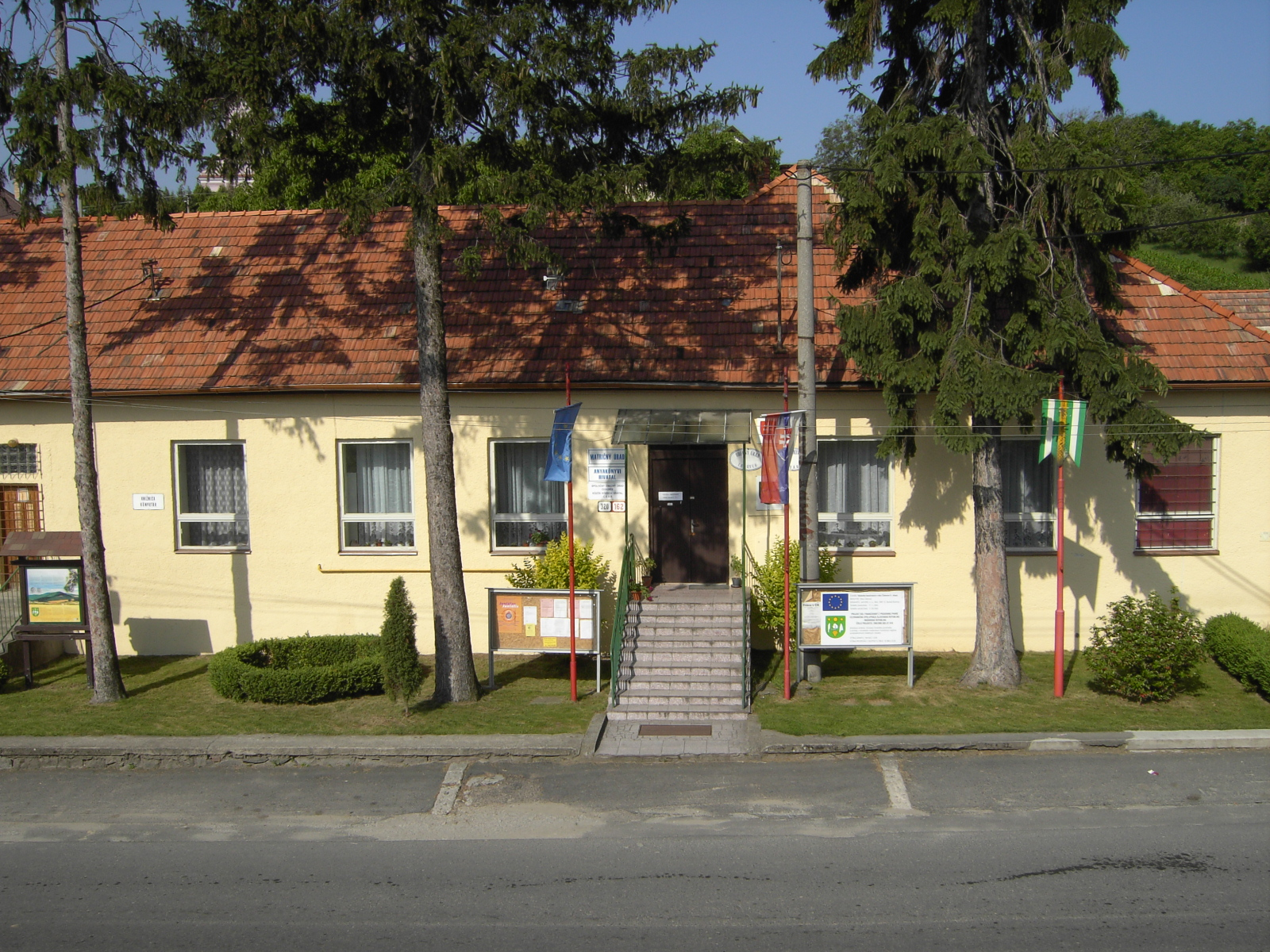
Das Rathaus von Čebovce
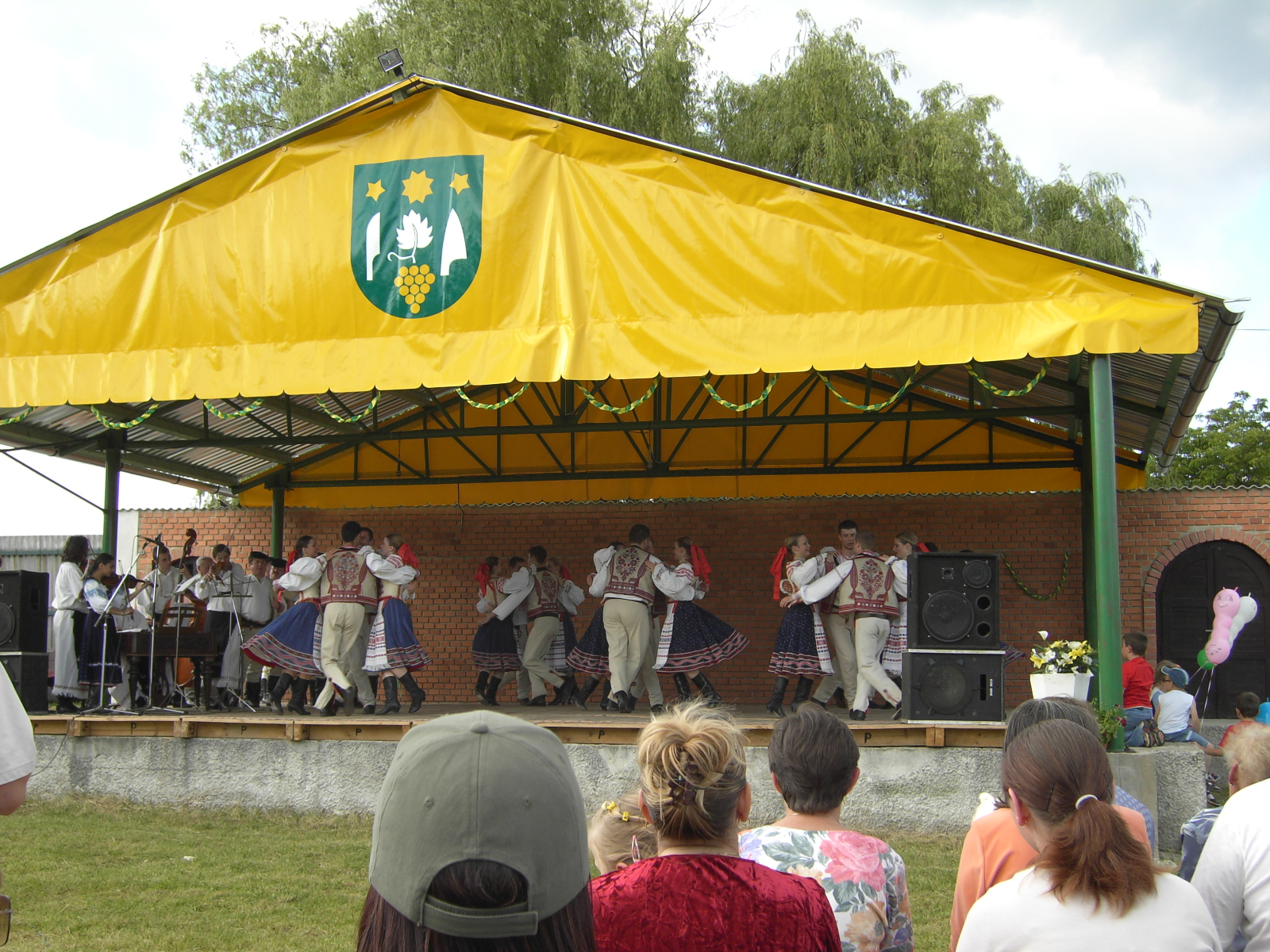
Folklore beim Falunap